# La Rochefoucauld
La Rochefoucauld, prvotno La Roche, je naselje in občina v zahodnem francoskem departmaju Charente regije Poitou-Charentes. Leta 2006 je naselje imelo 3.111 prebivalcev.

## Geografija
Kraj se nahaja v pokrajini Angoumois ob reki Tardoire, 22 km severovzhodno od središča departmaja Angoulêma.

## Uprava
La Rochefoucauld je sedež istoimenskega kantona, v katerega so poleg njegove vključene še občine Agris, Brie, Bunzac, Chazelles, Coulgens, Jauldes, Marillac-le-Franc, Pranzac, Rancogne, Rivières, La Rochette, Saint-Projet-Saint-Constant, Taponnat-Fleurignac, Vilhonneur in Yvrac-et-Malleyrand s 16.379 prebivalci.
Kanton La Rochefoucauld je sestavni del okrožja Angoulême.

## Zgodovina
Ozemlje, na katerem je bil zgrajen prvotni grad sredi 10. stoletja, La Roche, je bilo sprva v posesti Lusignanskega grofa Huga I. Njegov vnuk Foucauld I. de La Roche je bil prvi gospodar gradu in ustanovitelj po njem imenovane dinastije La Rochefoucauld. Njegovi potomci so prevzeli ta naslov in La Rochefoucauld, sprva gospostvo, leta 1299 povzdignili v baronstvo, kasneje v letu 1515 v grofijo, leta 1622 pa v vojvodstvo. Grad La Rochefoucauld, sedež vojvodstva, je še vedno posest te starodavne plemiške družine, ene najpomembnejših v Angoumoisu.

## Zanimivosti
- renesančni grad Château de la Rochefoucauld iz 14. do 17. stoletja, od 1955 francoski zgodovinski spomenik,
- kolegialna cerkev Notre-Dame-de-l'Assomption-et-Saint-Cybard iz 13. stoletja, zgodovinski spomenik od 1909,
- karmeličanski samostan, ustanovljen 1329, zgodovinski spomenik od 1909,
- cerkev d'Olérat iz 12. stoletja, danes privatna lastnina, zgodovinski spomenik od 1942.

## Pobratena mesta
- Birkenau (Hessen, Nemčija);